# Allan Wolski
Allan da Silva Wolski (ur. 18 stycznia 1990 w São Paulo) – brazylijski lekkoatleta specjalizujący się w rzucie młotem.
W 2009 zajął siódmą lokatę podczas mistrzostw Ameryki Południowej oraz wygrał czempionat kontynentalny juniorów. Kolejny sezon rozpoczął od wywalczenia złota młodzieżowych mistrzostw Ameryki Południowej. Zdobył brąz czempionatu kontynentu południowoamerykańskiego w 2011. Złoty medalista młodzieżowych mistrzostw Ameryki Południowej (2012). W 2013 zdobył swój drugi brąz mistrzostw Ameryki Południowej. Srebrny medalista mistrzostw ibero-amerykańskich (2014). W 2015 zdobył srebrny medal mistrzostw południowoamerykańskich. W sezonie 2016 został brązowym medalistą rozgrywanych na arenie letnich igrzysk olimpijskich w Rio de Janeiro mistrzostw ibero-amerykańskich.
Rekordzista Brazylii w gronie juniorów oraz zdobywca medali mistrzostw kraju w kategorii seniorów (m.in. złoto w 2011 oraz srebra w 2009 i 2010).
Rekord życiowy: 75,22 (16 lipca 2017, São Bernardo do Campo).

## Osiągnięcia
| Rok  | Impreza                                     | Miejsce             | Pozycja           | Wynik |
| ---- | ------------------------------------------- | ------------------- | ----------------- | ----- |
| 2009 | Mistrzostwa Ameryki Południowej             | Lima                | 7. miejsce        | 60,38 |
| 2009 | Mistrzostwa Ameryki Południowej juniorów    | São Paulo           | 1. miejsce        | 64,98 |
| 2009 | Mistrzostwa panamerykańskie juniorów        | Port-of-Spain       | 4. miejsce        | 65,37 |
| 2010 | Młodzieżowe mistrzostwa Ameryki Południowej | Medellín            | 1. miejsce        | 61,17 |
| 2011 | Mistrzostwa Ameryki Południowej             | Buenos Aires        | 3. miejsce        | 66,85 |
| 2012 | Młodzieżowe mistrzostwa Ameryki Południowej | São Paulo           | 1. miejsce        | 63,20 |
| 2013 | Mistrzostwa Ameryki Południowej             | Cartagena de Indias | 3. miejsce        | 66,25 |
| 2014 | Igrzyska Ameryki Południowej                | Santiago            | 7. miejsce        | 62,90 |
| 2014 | Mistrzostwa ibero-amerykańskie              | São Paulo           | 2. miejsce        | 70,81 |
| 2015 | Mistrzostwa Ameryki Południowej             | Lima                | 2. miejsce        | 69,82 |
| 2015 | Igrzyska panamerykańskie                    | Toronto             | 5. miejsce        | 72,72 |
| 2016 | Mistrzostwa ibero-amerykańskie              | Rio de Janeiro      | 3. miejsce        | 71,69 |
| 2017 | Mistrzostwa Ameryki Południowej             | Asunción            | 3. miejsce        | 71,38 |
| 2017 | Mistrzostwa świata                          | Londyn              | el. – 19. miejsce | 72,51 |
| 2022 | Mistrzostwa świata                          | Eugene              | el. – 26. miejsce | 71,27 |